# Tremex fuscicornis
Tremex fuscicornis là một loài côn trùng trong họ Siricidae. Loài này được Fabricius miêu tả khoa học đầu tiên năm 1787.
Đây là loài gây hại của các cây trong chi Populus, phát triển phổ biến ở Chile.